# Милях, Александр Николаевич
Александр Николаевич Милях (16 (29) августа 1906, Симферополь — 25 октября 1985) — украинский советский учёный в области электродинамики, доктор технических наук (с 1954 года), профессор (с 1962 года), член-корреспондент АН УССР (с 10 июня 1964 года).

## Биография
Родился 16 (29 августа) 1906 года в Симферополе. После окончания в 1931 году Харьковского электротехнического института преподавал в нём. Был заведующим кафедрой, заведующим сектором аспирантуры. Член ВКП(б) с 1939 года. В 1941-1947 годах старший научный сотрудник в Институте энергетики АН УССР. С 1947 года — в Институте электродинамики АН УССР (в 1959-1973 годах его директор).
Жил в Киеве в доме на улице Челюскинцев, 15, квартира 31. Умер 25 октября 1985 года. Похоронен в Киеве на Городском кладбище «Берковцах» (участок № 79). Приказом Управления охраны памятников истории, культуры и исторической среды № 53 от 4 ноября 1998 года могила объявлена объектом культурного наследия Подольского района в городе Киеве.

## Научная деятельность
Автор более 200 научных трудов, в том числе 6 монографий, 73 авторских свидетельств. Основные работы относятся к теории сложных электрических цепей и электродинамических систем, методов исследования электромагнитных процессов. Под его руководством созданы электрические машины для автомного управления объектами в пространстве, новые схемы преобразования энергии, разработаны стабилизаторы, инверторы и преобразователи частот с высокими энергетическими свойствами.

## Награды
Лауреат Государственной премии УССР в области науки и техники (1975; за разработку теории индуктивно-емкостных преобразователей и создание на их основе систем стабилизированного тока для питания электротехнической и электронной аппаратуры) и премии АН Украины имени Г. Ф. Проскуры (за 1983 год).
Заслуженный деятель науки УССР (1981). Награждён орденами Трудового Красного Знамени, «Знак Почета», медалями.